# Josef Rattner
Josef Rattner (* 4. April 1928 in Wien; † 29. Oktober 2022 in Berlin) war ein österreichischer Psychotherapeut, promovierter Philosoph und Mediziner sowie Autor. Rattner gilt als Pionier der Großgruppentherapie.

## Leben
Josef Rattner war ein Sohn des Baruch und der Golda Rattner, er hatte drei Geschwister, sein älterer Bruder Heinrich Rattner wurde Ökonom in Brasilien. Nach dem Einmarsch der deutschen Armee in Österreich 1938 emigrierte die Familie in die Schweiz, wo sie bis 1948 in Schaffhausen lebte. Hier lernte Rattner Friedrich Liebling kennen, einen 35 Jahre älteren Individualpsychologen, der ebenfalls aus Österreich geflohen war. Nachdem Rattners Eltern nach Brasilien ausgewandert waren, zog Rattner gleichzeitig mit Liebling 1950 nach Zürich.
Josef Rattner studierte Philosophie, Psychologie, Pädagogik, Germanistik und Kunstgeschichte an der Universität Zürich (Abschluss mit der Dissertation Das Menschenbild in der Philosophie von Martin Heidegger), anschließend Medizin (Abschluss: Dissertation Das Wesen der schizophrenen Reaktion).
Die Grundlage der von Rattner später entwickelten Form der Tiefenpsychologie ist die Individualpsychologie Alfred Adlers, die ihm von Friedrich Liebling, dem späteren Begründer der Zürcher Schule für Psychotherapie, vermittelt wurde.
1968 zog Rattner nach West-Berlin. Dort gründete er den „Arbeitskreis für Tiefenpsychologie, Gruppendynamik und Gruppentherapie“ und Anfang der 1970er-Jahre das gleichnamige Institut, wo er seine Vorstellungen von einer „Verstehenden Tiefenpsychologie“ sowie der Therapie von Großgruppen umsetzte. Die Großgruppen versammelten sich in den 1970er-Jahren zunächst in gemieteten Räumen der Freien Universität Berlin. Später erwarb Rattner ein Haus in Berlin-Charlottenburg, wo bis 1994 mehrmals wöchentlich öffentlich zugängliche Therapien und Schulungen stattfanden. In den therapeutischen Sitzungen wird vor der Gruppe über die Probleme jeweils einer Person diskutiert. Die Großgruppe besteht aus Studenten, Psychologen und anderen interessierten Menschen. Das Ziel der Therapie ist neben der Vergrößerung von Selbst- und Menschenkenntnis auch der Erwerb kulturgeschichtlicher Kenntnisse.
Rattner war ab 1989 Redakteur der 1976 gegründeten Zeitschrift Miteinander leben lernen – Zeitschrift für Tiefenpsychologie, Persönlichkeitsbildung und Kulturforschung. Außerdem gab er ab 1986/87 das Jahrbuch für verstehende Tiefenpsychologie und Kulturanalyse heraus. Die Zeitschrift wurde im November 2012 mit dem 37. Jahrgang eingestellt, das Jahrbuch 2008 mit dem 28. Band. Ab 2011 gab Rattner ausgewählte eigene Werke sukzessive in einer „Studienausgabe“ im „Verlag für Tiefenpsychologie“ heraus.
Nach einer Erkrankung 1994 zog sich Rattner aus der therapeutischen Praxis zurück, war aber weiterhin schriftstellerisch tätig. Viele Bücher gab er zusammen mit dem Berliner Arzt Gerhard Danzer heraus. Die Intention Rattners war, humanistische Ethik zu vermitteln und Menschen zu einem freien Denken ohne staatliche und religiöse Bevormundung anzuregen, d. h. den „Homo insipiens“ zum Homo sapiens umzubilden.
Seit 2000 bietet das Institut Ausbildungen zum Psychologischen Psychotherapeuten sowie zum „individualpsychologischen Berater“ an und seit 2005 auch zum Kinder- und Jugendlichenpsychotherapeuten.
Rattner gründete 2015 die „Akademie für Verstehende Tiefenpsychologie und Kulturanalyse“ und 2018 zusammen mit seiner Frau die gemeinnützige „Josef-Rattner-Stiftung / Akademie für Verstehende Tiefenpsychologie und Kulturanalyse“.

## Auszeichnungen
- 1982: Verleihung des Professorentitels ehrenhalber durch die Österreichische Bundesregierung[6]
- 1999: Österreichisches Ehrenkreuz für Wissenschaft und Kunst I. Klasse
- 2006: Ehrendoktorat der Universität Klagenfurt[7]
- 2011: Großes Ehrenzeichen für Verdienste um die Republik Österreich

## Schriften
- Das Menschenbild in der Philosophie Martin Heideggers. Dissertation im Selbstverlag, Zürich 1954.
- Individualpsychologie. Eine Einführung in die tiefenpsychologische Lehre von Alfred Adler. Reinhardt, Basel 1963; Kindler, München 1974, ISBN 3-463-18071-5.
- Was ist Schizophrenie? W. Classen Verlag, Zürich 1964.
- Der nervöse Mensch und seine Heilung. W. Classen Verlag, Zürich 1965.
- Tiefenpsychologie und Humanismus. W. Classen Verlag, Zürich 1967.
- Erziehe ich mein Kind richtig? W. Classen Verlag, Zürich 1967.
- Verwöhnung und Neurose. Seelisches Kranksein als Erziehungsfolge. W. Classen Verlag, Zürich 1968.
- Psychologie der Frau. W. Classen Verlag, Zürich 1969.
- Tiefenpsychologie und Politik. Einführung in die politische Psychologie. Rombach, Freiburg im Breisgau 1970; Goldmann, München 1975, ISBN 3-442-11134-X.
- Aggression und menschliche Natur. Walter, Olten 1970; Fischer Taschenbuch, Frankfurt am Main 1978, ISBN 3-596-26173-2; 8., total revidierte Auflage. Verlag für Tiefenpsychologie, Berlin 2012, ISBN 978-3-921836-40-8.
- Der schwierige Mitmensch. Psychotherapeutische Erfahrungen zur Selbsterkenntnis, Menschenkenntnis und Charakterkunde. Walter, Olten 1970, ISBN 3-530-67902-X.
- Psychologie des Vorurteils. W. Classen Verlag, Zürich 1971.
- Alfred Adler in Selbstzeugnissen und Bilddokumenten. Rowohlt, Reinbek 1972; 12. Auflage 2000, ISBN 3-499-50189-9.
- Homosexualität. Psychoanalyse und Gruppentherapie. Walter-Verlag, Olten 1973.
- Große Pädagogen im Lichte der Tiefenpsychologie. Europaverlag, Wien 1981, ISBN 3-203-50778-1.
- (Hrsg.) Klassiker der Tiefenpsychologie. Psychologie Verlags Union, München 1990, ISBN 3-621-27102-3.
- Kritisches Wörterbuch der Tiefenpsychologie für Anfänger und Fortgeschrittene. Quintessenz, Berlin 1994, ISBN 3-86128-283-6.
  - Neuausgabe als: Klassiker der Psychoanalyse. 32 Hauptrepräsentanten der Tiefenpsychologie. Beltz, Weinheim 1995, ISBN 3-621-27276-3.
- Goethe. Leben, Werk und Wirkung in tiefenpsychologischer Sicht. Königshausen und Neumann, Würzburg 1999, ISBN 3-8260-1660-2.
- Nietzsche. Leben – Werk – Wirkung. Königshausen und Neumann, Würzburg 2000, ISBN 3-8260-1748-X.
- mit Gerhard Danzer: Glanz und Grösse der französischen Kultur im 18. Jahrhundert. Königshausen und Neumann, Würzburg 2001, ISBN 3-8260-2048-0.
- Seelische Schwächen – Seelische Stärken. Charakterkunde und Menschenkenntnis. Königsfurt, Krummwisch 2001, ISBN 3-89875-029-9.
- mit Gerhard Danzer: Gipfelpunkte des englischen Geisteslebens von 1850–1950. Königshausen und Neumann, Würzburg 2002, ISBN 3-8260-2259-9.
- Homo insipiens, oder der dumme Mensch. Verlag für Tiefenpsychologie, Berlin 2004, ISBN 3-921836-33-6.
- mit Gerhard Danzer: Europäisches Österreich. Literatur- und geistesgeschichtliche Essays über den Zeitraum 1800–1980. Königshausen und Neumann, Würzburg 2004, ISBN 3-8260-3026-5.
- mit Gerhard Danzer: Die Geburt des modernen europäischen Menschen in der italienischen Renaissance 1350–1600. Königshausen und Neumann, Würzburg 2004, ISBN 3-8260-2934-8.
- mit Gerhard Danzer: Der Humanismus und der soziale Gedanke im russischen Schrifttum des 19. Jahrhunderts. Königshausen und Neumann, Würzburg 2003, ISBN 3-8260-2429-X.
- mit Gerhard Danzer: Aufklärung und Fortschrittsdenken in Deutschland 1750–1850. Von Kant und Lessing bis Heine und Feuerbach. Königshausen und Neumann, Würzburg 2004, ISBN 3-8260-2874-0.
- mit Gerhard Danzer: Dänemark und Norwegen in Europa. Geistesgeschichtliche und literarische Essays. Königshausen und Neumann, Würzburg 2004, ISBN 3-8260-2754-X.
- mit Gerhard Danzer: Philosophie im 17. Jahrhundert. Die Entdeckung von Vernunft und Natur im Geistesleben Europas. Königshausen und Neumann, Würzburg 2005, ISBN 3-8260-3281-0.
- mit Gerhard Danzer: Die Junghegelianer. Porträt einer progressiven Intellektuellengruppe. Königshausen und Neumann, Würzburg 2005, ISBN 3-8260-3238-1.
- mit Gerhard Danzer: Reifsein ist alles. Erfahrungen und Erkenntnisse beim Alt- und Älterwerden. Königshausen und Neumann, Würzburg 2005, ISBN 3-8260-3190-3.
- Selbstverwirklichung. Seelische Hygiene und Sinnsuche im Dasein. Königshausen & Neumann, Würzburg 2006, ISBN 3-8260-3462-7.
- Psychoanalyse heute. Zum 150. Geburtstag von Sigmund Freud. Königshausen & Neumann, Würzburg 2006, ISBN 3-8260-3386-8.
- mit Gerhard Danzer: Europäische Moralistik in Frankreich von 1600 bis 1950. Philosophie der nächsten Dinge und der alltäglichen Lebenswelt des Menschen. Königshausen und Neumann, Würzburg 2006, ISBN 3-8260-3349-3.
- Individualpsychologie heute. 100 Jahre Lehre Alfred Adlers (1907–2007). Königshausen & Neumann, Würzburg 2007, ISBN 978-3-8260-3576-0.
- mit Gerhard Danzer: Eros und Sexus. Ihre Befreier von 1500 bis 2000. Königshausen und Neumann, Würzburg 2007, ISBN 978-3-8260-3703-0.
- Politik und Psychoanalyse. Plädoyer für ein Leben in Freiheit, Vernunft und Frieden. Königshausen & Neumann, Würzburg 2007, ISBN 978-3-8260-3608-8.
- mit Gerhard Danzer: Existenzphilosophie. Denkmode oder bleibende Aktualität? Königshausen und Neumann, Würzburg 2008, ISBN 978-3-8260-3960-7.
- mit Gerhard Danzer: Meister des großen Humors. Entwürfe zu einer heiteren Lebens- und Weltanschauung. Königshausen und Neumann, Würzburg 2008, ISBN 978-3-8260-3863-1.
- mit Gerhard Danzer: Enzyklopädie der Psychoanalyse. 8 Bände: Hermeneutik – Sprache – Religion – Sozialismus – Geschichte – Kunst – Pädagogik und Psychoanalyse. Königshausen und Neumann, Würzburg 2009–2010.
- Tiefenpsychologie und Kulturanalyse. Essays 1990–2010, Verlag für Tiefenpsychologie. Berlin 2011, ISBN 978-3-921836-35-4.
- Lehr- und Meisterjahre eines Psychotherapeuten. Autobiographie. Verlag für Tiefenpsychologie, Berlin 2011, ISBN 978-3-921836-34-7.
- Handbüchlein der seelisch-geistigen Gesundheit in Fragen und Antworten. Verlag für Tiefenpsychologie, Berlin 2011, ISBN 978-3-921836-36-1.
- Persönlichkeit braucht Tugenden. Positive Eigenschaften für eine moderne Welt. Springer-Verlag, Berlin 2011, ISBN 978-3-642-16990-8.
- Der Psychotherapeut als Arzt der Kultur. Psychologie und Philosophie. Heilmittel für die kranke Menschheit. Verlag für Tiefenpsychologie, Berlin 2012, ISBN 978-3-921836-39-2.
- Literaturporträts. Fortschritt, Freiheit und Humanität als Aufgaben der Dichtung, Verlag für Tiefenpsychologie, Berlin 2012, ISBN 978-3-921836-37-8.
- Basiswissen Tiefenpsychologie. Die wichtigsten Neurosen des Menschen. Verlag für Tiefenpsychologie. Berlin 2012, ISBN 978-3-921836-41-5.
- Lebensphilosophie und Tiefenpsychologie. Philosophen als Vorläufer und Wegbereiter der Psychoanalyse und ihrer Weiterentwicklungen. Verlag für Tiefenpsychologie, Berlin 2012, ISBN 978-3-921836-42-2.
- Die Aktualität der antiken Philosophie der Griechen. Betrachtungen eines Psychologen. Verlag für Tiefenpsychologie, Berlin 2013, ISBN 978-3-921836-43-9.
- Große Gestalten der Literatur Frankreichs im 19. und 20. Jahrhundert. Verlag für Tiefenpsychologie, Berlin 2013, ISBN 978-3-921836-44-6.
- Alfred Adler. Der Mensch und seine Lehre. Verlag für Tiefenpsychologie, Berlin 2013, ISBN 978-3-921836-45-3.
- Streifzüge durch Leben und Literatur. Verlag für Tiefenpsychologie, Berlin 2014, ISBN 978-3-921836-46-0.
- Literarisches Journal 2014. Verlag für Tiefenpsychologie, Berlin 2014, ISBN 978-3-921836-47-7.
- Krankheit und Gesundheit. Auf dem Weg zu einer tiefenpsychologischen und personalen Heilkunde. Verlag für Tiefenpsychologie, Berlin 2014, ISBN 978-3-921836-48-4.
- Manifest des Personalismus. Verlag für Tiefenpsychologie, Berlin 2014, ISBN 978-3-921836-49-1.
- mit Gerald Mackenthun: Kulturanalyse und Psychotherapie. Sechzig Fragen und Antworten zum Aufbau einer personalen Menschenkunde. Verlag für Tiefenpsychologie, Berlin 2015, ISBN 978-3-921836-54-5.
- mit Gerald Mackenthun: Ein Psychotherapeut und Kulturanalytiker im Gespräch. Vierzig Fragen und Antworten zum Aufbau einer personalen Menschenkunde. Verlag für Tiefenpsychologie, Berlin 2015, ISBN 978-3-921836-50-7.
- Psychoanalyse und Ethik. Grundzüge einer personalen Therapie physischer, psychischer und psychosomatischer Störungen. Verlag für Tiefenpsychologie, Berlin 2015, ISBN 978-3-921836-51-4.
- mit Gerhard Danzer: Weltliteratur aus Dänemark. Verlag für Tiefenpsychologie, Berlin 2015, ISBN 978-3-921836-53-8.
- Jean-Paul Sartre. Ein Essay. Verlag für Tiefenpsychologie, Berlin 2016, ISBN 978-3-921836-55-2.
- Welt und Wort. Entdeckungen im psychologischen und literarischen Bereich meiner Bibliothek – 30 Besprechungen von Büchern und Autoren. Verlag für Tiefenpsychologie, Berlin 2016, ISBN 978-3-921836-56-9.
- Wilhelm Dilthey. Ein Essay. Verlag für Tiefenpsychologie, Berlin 2016, ISBN 978-3-921836-57-6.
- Bertrand Russell. Ein Essay. Verlag für Tiefenpsychologie, Berlin 2016, ISBN 978-3-921836-58-3.
- Evolutionstheorie, Lebensphilosophie, evolutionäre Philosophie. Ein Essay. Verlag für Tiefenpsychologie, Berlin 2016, ISBN 978-3-921836-59-0.
- Thomas Mann. „Königliche Hoheit“ unter den Schriftstellern des 20. Jahrhunderts und Freund der Psychoanalyse. Verlag für Tiefenpsychologie, Berlin 2017, ISBN 978-3-921836-60-6.
- Literatur und Kultur Wiens im 19. und 20. Jahrhundert. Zehn Essays. Verlag für Tiefenpsychologie, Berlin 2017, ISBN 978-3-921836-61-3.
- Friedrich Nietzsche. Biographie und Werkanalyse. Verlag für Tiefenpsychologie, Berlin 2017, ISBN 978-3-921836-62-0.
- Goethe. Persönlichkeit und geistige Gestalt. Verlag für Tiefenpsychologie, Berlin 2017, ISBN 978-3-921836-63-7.
- Tagebuch im hohen Alter. Band I. Verlag für Tiefenpsychologie, Berlin 2017, ISBN 978-3-921836-64-4.
- Europäische Moralistik in Frankreich von 1600 bis 1950. Verlag für Tiefenpsychologie, Berlin 2018, ISBN 978-3-921836-65-1.
- Aufsätze aus drei Jahrzehnten über personale Psychologie, Therapie und Kulturanalyse. 4 Bände. Verlag für Tiefenpsychologie, Berlin 2018/2019, ISBN 978-3-921836-66-8, ISBN 978-3-921836-67-5, ISBN 978-3-921836-68-2, ISBN 978-3-921836-70-5.
- Tagebuch im hohen Alter. Band II. Verlag für Tiefenpsychologie, Berlin 2019, ISBN 978-3-921836-72-9.
- Tagebuch im hohen Alter. Band III. Verlag für Tiefenpsychologie, Berlin 2020, ISBN 978-3-921836-69-9.